# Sri-lankische Badmintonmeisterschaft 1992
Die Sri-lankische Badmintonmeisterschaft 1992 war die 40. Austragung der nationalen Titelkämpfe im Badminton in Sri Lanka.

## Sieger und Finalisten
| Disziplin    | Gold                                    | Silber                                     |
| ------------ | --------------------------------------- | ------------------------------------------ |
| Herreneinzel | Niroshan Wijekoon                       | Duminda Jayakody                           |
| Dameneinzel  | Kaushalya Dissanayake                   | Yasintha Liyanage                          |
| Herrendoppel | Niroshan Wijekoon Niranjan Wijesekera   | Nisantha de Silva Jayasinghe Subash Janaka |
| Damendoppel  | Yasintha Liyanage Kaushalya Dissanayake | Nilusha Seneviratne Inoka Rohini de Silva  |
| Mixed        | Niroshan Wijekoon Kaushalya Dissanayake | Thushara Edirisinghe Yasintha Liyanage     |